# Albert Nijsingh (1619-1683)
Albert Nijsingh (Westerbork, 22 november 1619 - 1683) was schulte van Westerbork en gedeputeerde van Drenthe.

## Leven en werk
Nijsingh was een zoon van de schulte van Westerbork Luitge Nijsingh en Berentyn Altingh. Van vaderszijde waren al zijn voorvaders in rechte lijn schulte van Westerbork geweest. Zijn oudst bekende voorvader Luitge Nijsingh werd in 1566 door Eigenerfden en Ridderschap van Drenthe aangesteld tot schulte van Westerbork en in 1575 door Filips II. Hij volgde in 1642 zijn in 1641 overleden vader op als schulte van Westerbork. Hij erfde na diens overlijden ook de ouderlijke woning in Westerbork. Zijn broer Jan, landschrijver van de Landschap Drenthe, werd bedeeld met andere bezittingen in dit dorp. Nijsingh was bijna veertig jaar schulte van Westerbork. In 1681, drie jaar nadat zijn neef Lucas in 1678 was benoemd tot secretaris van de Landschap Drenthe, werd Nijsingh benoemd tot gedeputeerde van Drenthe. Hij was de eerste in een reeks gedeputeerden uit de familie Nijsingh. Hij heeft slechts één zittingstermijn van twee jaar als gedeputeerde gefungeerd. Hij overleed voor 1684. Toen hij gedeputeerde werd volgde zijn zoon Luytien hem op als schulte van Westerbork.
Nijsingh trouwde op paasmaandag 1643 met Harmtien Homan. Hun dochter Roelina trouwde met haar neef Johan Alting, schulte van Eelde. 